# 冰岛自由党
冰島自由黨是冰島的一個右翼民粹主義政黨。該黨成立於2017年6月，首次參加的選舉是2018年雷克雅維克市議會選舉，當時該黨獲得了147票。